# Тверское кавалерийское училище
Тверско́е кавалери́йское учи́лище — военное училище Российской империи.
Открыто в Твери 30 сентября 1865 года как Тверское Кавалерийское Юнкерское Училище. Расформировано в декабре 1917 — январе 1918 годов. Праздник — 19 (6) декабря. Училищная церковь в честь Св. Николая Мир Ликийских Чудотворца освящена в 1909 году. Училищу пожалован штандарт 27 января 1903 года.
За 1904—1917 годы училищем было выпущено более 1295 офицеров, из которых около половины были произведены в первое офицерское звание в период Первой мировой войны. Общее же количество человек, прошедших подготовку в училище за 52 года его существования, — около трёх тысяч.

## Краткая справка
В 1865—1910 годах училище подчинялось в учебном плане Главному управлению военно-учебных заведений (ГУ ВУЗ), а по остальным вопросам — командованию войсками Московского военного округа, затем полностью перешло в подчинение ГУ ВУЗ. Первоначально по штату в училище полагалось 60, затем — 90, а с начала 1870-х годов и до расформирования училища — 150 юнкеров.
В строевом отношении училище представляло собой эскадрон, в учебном — два класса: младший (общий) и старший (специальный). Срок обучения в училище был 2 года, в 1901 году для повышения уровня подготовки будущих офицеров он был увеличен до трёх лет (общий класс, 1-й и 2-й специальные). Все программы общеобразовательных предметов были расширены применительно к программам средних учебных заведений, а программы почти всех военных предметов были сравнены с программами военных училищ. Сверх того, было введено преподавание иностранных языков для желающих. В 1908 году в училище было введено военно-училищное отделение, юнкера которого готовились по программе военного училища со сроком обучения 2 года, одновременно с этим прекратился приём на юнкерское отделение. 1 сентября 1910 года училище было полностью преобразовано в военное и стало называться Тверским кавалерийским училищем. В период Первой мировой войны продолжительность обучения менялась от четырёх месяцев до одного года при двух классах (младшем и старшем).
Училище включало представителей практически всех сословий (что отличало юнкерские училища от военных). Если в 1867 году из 39 воспитанников 35 были потомственные дворяне и только четверо — дети личных дворян, то в июне 1916 года в училище состояло 36 сыновей потомственных дворян (25,4 %), личных дворян — 20 (14,1 %), мещан — 25 (17,6 %), крестьян — 14 (10 %), купцов — 12(8,5 %), священников — 12(8,5 %), почётных граждан — 22(15,5 %) и 1 казак (1,4 %). По вероисповеданию преобладали православные, но были и католики, и лютеране, и магометане. В соответствии с законодательством Российской империи, молодые люди, исповедовавшие иудаизм, в юнкерские и военные училища не принимались.
До 1902 года воспитанники выпускались из училища в воинском звании эстандарт-юнкерами, а некоторые из них — портупей-юнкерами. В звание «портупей-юнкер» производили на старшем курсе за успехи в науках и достойное поведение. Офицерский чин присваивался выпускникам уже в полках (что также отличало юнкерские училища от военных) через определённое время, которое зависело от разряда при выпуске. В 1903 году выпуска не было. С 1904 года выпуски стали «офицерскими», причём первый разряд давал старшинство в чине 1 год, второй — с момента выпуска, а по третьему разряду воспитанник направлялся в армию в унтер-офицерском звании. При выпуске юнкеров офицерами подавляющему большинству из них присваивался чин корнета (в казачьи полки — хорунжего), в период Первой мировой войны при сроке обучения менее года (1914—1916 годы), — прапорщика. Последний выпуск из училища состоялся в октябре 1917 года. Некоторые из юнкеров, направленные после расформирования училища в действующую армию, были произведены в первый офицерский чин уже в Белых армиях. Следует учесть, что при производстве в первый офицерский чин выпускник становился личным дворянином, а при достижении звания полковника или награждении орденом Св. Георгия Победоносца приобретал права потомственного дворянина.
Училище готовило пополнение, главным образом, для армейской кавалерии (гусары, уланы, драгуны). Можно сказать, что около трети выпускников учебных заведений, поступающих в то время в эти полки, получали военное образование в Твери. Кроме армейской кавалерии, выпускники направлялись также в иррегулярные (конные и казачьи) полки, Отдельный корпус пограничной стражи. Были отдельные случаи выпуска в гвардию, подпоручиками в пехоту и артиллерию.
Срок обучения до 1901 и с 1910 по 1914 годы был два года, и училище в учебном плане включало в себя два класса — младший и старший. С 1901 до 1910 года училище было трёхклассное с трёхлетним сроком обучения. В период Первой мировой войны при двух классах продолжительность курса менялась от четырёх месяцев до одного года.
- Торжественный молебен в здании манежа 6 декабря. Фотограф И. А. Тачалов.
- Эскадрон в строю в летних лагерях.
- Столовая.
- Спальня.

## История
Образование училища неразрывно связано с реформами императора Александра II. Неудачная для России Крымская война выявила существенные недостатки в организации вооружённых сил, в том числе в деле подготовки офицерского состава. До реформ Александра II офицерский корпус армейских кавалерийских и пехотных частей на 2⁄3 пополнялся вольноопределяющимися или войсковыми юнкерами, не имевшими специального военного образования. Для восполнения недостатка в хороших строевых офицерах и были предназначены юнкерские училища. После их открытия производство в офицеры стало возможным только после получения специального военного образования.
Военный министр Д. А. Милютин писал: «В юнкерских училищах заключается будущность нашей армии. Если учреждение их удастся на практике, то армия будет обеспечена строевыми офицерами со степенью развития, достаточного собственно для служебных целей. Прочие военно-учебные заведения имеют другие цели, но поднятие нравственного и умственного уровня в массе офицеров мы должны ожидать именно от юнкерских училищ».
Первые юнкерские пехотные училища были открыты в Вильно и Москве в 1864 году. Кавалерийские предполагалось открыть в Елизаветграде (первоначально — в Чугуеве) и Твери. С первых же лет создания юнкерских училищ отмечалось превосходство молодых офицеров, их окончивших, перед теми, кто был выпущен из военных училищ. Тот факт, что войска предпочитали выпускников юнкерских училищ военным, подтверждался в течение всего периода их существования. В 1867 году начальник 1-й кавалерийской дивизии, расквартированной в Москве, Твери и Тверской губернии, писал начальнику штаба МВО: «…относительно строевой части, в начале поступления в полк, офицеры выпущенные из юнкерских училищ, оказываются лучше выпущенных из военных училищ, потому что, в первых юнкера занимаются всеми частями кавалерийской службы, под руководством кавалеристов, а во втором кавалерийской службой не занимаются совсем». Однако, военные училища давали более высокий уровень военного образования, поэтому через некоторое время ситуация менялась: выпускники военных училищ набирались опыта строевой службы, а вот выпускники юнкерских училищ поднять свой образовательный уровень самостоятельно не могли. Поэтому все последующие годы шла работа по совершенствованию научной подготовки юнкеров юнкерских училищ.
Открытие в Твери кавалерийского юнкерского училища было намечено на 1 сентября 1865 года, однако из-за неприбытия в срок офицеров приём вольноопределяющихся был задержан, и первый из них прибыл в училище 25 сентября. На момент открытия училища, 30 сентября налицо состояло 22 юнкера, 1 октября — уже 44, и в течение нескольких последующих дней общее число юнкеров возросло до 66. Училище было предназначено для армейской кавалерии Варшавского, Виленского и Московского военных округов, и юнкера поступали из 1-й, 3-й и 7-й кавалерийских дивизий.
Училище возникло не на пустом месте. К нему перешёл манеж и здания, ранее занимаемые юнкерской дивизионной школой 7-й кавалерийской дивизии. Кроме того, город передал конюшни жандармской команды. Из Полоцкой военной гимназии планировалось передать топографические инструменты и ручное оружие, а из Нижегородского графа Аракчеева кадетского корпуса — руководства, сочинения, чертежи, лабораторные инструменты. От размещения юнкеров в Тверском Императорском дворце (Путевом дворце), как планировалось вначале, пришлось отказаться по ряду причин. В то время Тверской дворец капитально ремонтировали, работы были приостановлены и при возобновлении они к предполагаемому открытию училища закончены быть не могли. Кроме того, несмотря на то, что для помещения училища дворец был удобен, его отдалённость от манежа привела бы к потере времени для перехода юнкеров на занятия верховой ездой. Для выяснения всех обстоятельств на месте весной 1865 года в Тверь были командированы чиновник Главного управления военно-учебных заведений полковник П. О. Бобровский и начальник штаба 7-й кавалерийской дивизии полковник Небольсин. Было признано более удобным остановиться на жандармских казармах, расположенных рядом с манежем и принадлежавших городу, и нанять трёхэтажное каменное здание, принадлежавшее отставному Гвардии штабс-капитану П. П. Клокачеву. В казармах предполагалось разместить классы, библиотеку и др., а в нанимаемом доме устроить спальню и столовую для юнкеров. Договор с владельцем был заключён в июле 1865 года, сроком на один год, а за это время инженерное ведомство должно было построить требуемые помещения. С владельцем был заключён договор найма, причем он должен был за свой счёт устранить замечания, указанные в приложении к договору (вставить недостающие стекла, побелить потолки в сенях и т. п.). Дом этот сохранился до наших дней (2012 год) и находится на пересечении улиц Трёхсвятской и Козмодемьяновской (ныне улица Желябова). В 1889 году сюда переехала учительская женская земская школа П. П. Максимовича. Сейчас в этом здании находится научная библиотека Тверского государственного университета. За 1,5—2 года, пока юнкера находились в нанимаемом здании, инженерное ведомство построило требуемые помещения. В 1900 году были построены учебно-опытные мастерские, а в 1905-м — канцелярский корпус. Это трёхэтажное каменное здание. На третьем этаже находилась училищная церковь. Её помещение сохранилось до наших дней, к ней на третий этаж ведёт кованая лестница. Таким образом, вырос небольшой военный городок, ограниченный с юга рекой Лазурью, с запада — Дровяной площадью, с востока — территорией технического училища и с севера — Прогонной улицей, носящей сегодня имя главного маршала авиации П. Ф. Жигарева. Ныне на этом месте находится Военная академия воздушно-космической обороны им. Г. К. Жукова.
Основные труды по созданию училища легли на плечи К. Л. фон Штейна, подполковника 3-го Елисаветградского гусарского полка, ставшего начальником в июне 1865 года (ВП 14.06.1865). Когда в ноябре 1869 года он был назначен начальником учебного кавалерийского эскадрона с переводом в лейб-гвардии Драгунский полк, командующий войсками Московского военного округа издал специальный приказ, в котором он, в частности, отмечал, что полковник Штейн в течение своей деятельности по управлению училищем «достиг как по отношению к нравственности и строевому образованию обучавшихся юнкеров, так и по хозяйственной и административной частям заведения самых благоприятных результатов». Последний, 13-й начальник училища полковник Д. А. Кучин сам являлся выпускником училища 1885 года и до назначения начальником в течение семи лет командовал эскадроном юнкеров училища.
После февраля 1917 года училище совместно с 1-й Сибирской запасной казачьей сотней (с лета 1917 года — дивизион) использовалось для поддержания порядка в городе и губернии. Так, в октябре эскадрон юнкеров находился в городе Ржеве для пресечения «винных» беспорядков. В октябре — ноябре 1917 года, когда в центре Москвы шли бои, эскадрон училища пытался прийти на помощь восставшим против большевиков юнкерам, но железнодорожники отказались их везти, а пока шли походным порядком — было заключено перемирие. По другим данным, «эскадрон от выступления в Москву воздержался».После этого началось расформирование училища. В ноябре юнкеров партиями направляли в распоряжение Тверского уездного воинского начальника для последующей отправки в войска. Советом рабочих, солдатских и крестьянских депутатов в училище был назначен комиссар М. В. Тюков, ставший затем комиссаром вновь созданных 1-х Тверских советских кавалерийских командных инструкторских курсов. В конце 1917 года приказы по училищу подписывал начальник и комиссар училища, а уже с начала 1918 года — комиссар. Прикомандированные к училищу строевые офицеры до 2 января 1918 года должны были быть откомандированы или в свои части или в распоряжение Тверского воинского начальника, по своему выбору. Те же из офицеров, кто достиг 39-летнего возраста, могли увольняться со службы на общих основаниях. Казённые квартиры сохранялись за офицерами до 15 января 1918 года.
Во Франции было создано и длительное время существовало Объединение Тверского кавалерийского училища, которое входило в состав I отдела РОВС. В 1965 году в праздник училища в музее лейб-гвардии Казачьего полка под Парижем тверцы вместе со своими боевыми товарищами, выпускниками Елисаветградского кавалерийского училища торжественно праздновали 100-летний юбилей своих училищ. С речью выступил председатель объединения Н. Н. Кузнецов, выпускник 1914 года, участник Первой мировой войны, кавалер боевых орденов. До него председателем был полковник В. Г. Ковалевский (ум. 17.12.1958), который занимался сохранением памяти об училище, составил рукопись о его истории.
- Урок фехтования.
- Фехтование в летних лагерях.
- Парфорсные собаки.
- Парфорсная охота.

## Устройство и учебная программа
В Училище проводился тщательный подбор преподавателей и командиров. Лица, которым было доверено дело воспитания и образования будущих русских офицеров, должны были отвечать самым высоким требованиям, обладать достаточным уровнем образования и иметь необходимые нравственные качества. Быть назначенным на должность в Училище мог только потомственный дворянин.
При приёме в Училище и переходе в старший класс с кадетов и молодых людей взимался «реверс», то есть денежный взнос, необходимый молодым офицерам для покупки верховой лошади и седельного убора. В 1910 году общая сумма реверса составляла 600 рублей.
Учебной частью в Училище руководил инспектор классов, а командовал воспитанниками — командир эскадрона юнкеров. Общее руководство осуществлял начальник Училища. Он назначался из опытных штаб-офицеров, имевших опыт в командовании отдельной воинской частью и пользовался правами командира полка. Для назначения младшим офицером Училища необходимо было прослужить в строю не менее 4 лет. Младшие офицеры обучали юнкеров всем частям строевого образования, наблюдали за их поведением, за исправностью оружия, амуниции и одежды в своих взводах и отделениях. Наряду со штатными преподавателями в Училище приглашались преподаватели из других учебных заведений города. Для совершенствования учебного процесса в Училище имелся учебный комитет.
Классные занятия продолжались с 8 ч. утра до 3 ч. дня. Все обучающиеся жили в самом Училище и были обязаны ночевать в нём как в будничные, так и в праздничные дни. Ночевать вне Училища дозволялось только по особому разрешению начальника училища. Жизнь юнкеров в Училище соответствовала правилам внутренней службы в войсках и способствовала практическому ознакомлению их с обязанностями военнослужащего. Общие правила и обязанности юнкеров, порядок их повседневной жизни в Училище, правила поведения вне Училища, с перечислением общественных мест, которые юнкера вправе посещать и т. п., определялись соответствующей инструкцией начальника окружного штаба. Приносить спиртное, играть в карты строго воспрещалось. Особое внимание было обращено на «приучение юнкеров к чистоте, опрятности и порядку». Проверяющие должностные лица отмечали теплую атмосферу внутри Училища. Такое явление как «цук» — строго преследовалось. В одном из приказов начальника Училища за 1915 год можно прочитать: «некорректное и грубое отношение среди юнкеров Училища, хотя бы между товарищами, вообще считаю совершенно не допустимым и вперед при проявлении таковых юнкерами буду немедленно отчислять от училища».
Юнкера по поведению разделялись на 3 разряда. При поступлении в Училище все они зачислялись во 2-й разряд, а перевод их из низшего разряда в высший и обратно, производился при «надлежащем удостоверении в нравственных свойствах и служебной исполнительности юнкера». В 1-й разряд зачислялся тот, кто в течение длительного периода показал своё усердие добросовестное отношение к исполнению обязанностей, кто отличался «прочными правилами нравственности», приобрел полное доверие начальства, уважение товарищей, и мог служить примером остальным юнкерам. В 3-й разряд переводились юнкера, проступки которых обличали в них дурные наклонности, нетвердость нравственных правил, небрежное отношение к своим обязанностям. Юнкера, состоявшие в 3-м разряде по поведению подвергались ограничениям в правах «на увольнение со двора» и, несмотря на успехи в науках и строевом образовании, причислялись по выпуску к 3-му (низшему) разряду и выпускались в унтер-офицерском звании. Если юнкер состоял в 3-м разряде более полугода, то его или отчисляли от Училища на срок до 2-х лет или совсем исключали из Училища. Причем другие военно-учебные заведения незамедлительно ставились об этом в известность. Юнкерам не сдавшим экзамены по уважительным причинам, предоставлялась возможность их сдать осенью. В исключительных случаях воспитанника могли оставить в Училище ещё на один год.
В Училище был музей, где бережно хранились реликвии прошлого, материалы, связанные с выдающимися выпускниками. Фамилии погибших выпускников выбивались на специальных мраморных досках. Командиры полков сообщали в Училище о героических поступках бывших воспитанников. Наряду с общим поминовением погибших православных воинов, установленным в Дмитриевскую субботу, в Училище особо поминали выпускников 31 августа по ст.ст. (Усекновение главы Иоанна Предтечи).
В Училище изучались общеобразовательные предметы: Закон Божий, история, география, математика, русский язык, черчение, иностранный язык, законоведение; военные: тактика, ручное оружие, шашечные приёмы и некоторые сведения из артиллерии, полевая фортификация, топография, начальная военная администрация, военное судопроизводство, воинские уставы, иппология, военная история, военная география, военная гигиена и конно-сапёрное дело. Строевые занятия включали фронтовые учения, упражнения в пешем строю, гимнастику, фехтование, стрельбу в цель, верховую езду и вольтижированием. Для совершенствования учебного процесса в Училище действовал учебный комитет. Тверцы часто ездили на парады в Москву, останавливаясь в Алексеевском военном училище.
Результаты испытаний при приеме в Училище, переводе юнкеров из класса в класс и при окончании курса выражались баллами от 0 до 12. Баллы от 6 до 12 выражали различные степени успешности, остальные — от 0 до 5, различные степени малоуспешности и безуспешности. Для выработки у юнкеров практических навыков к Училищу от войск прикомандировывались 4 опытных унтер-офицера.
Каждые две недели юнкерам приходилось «сдавать репетиции». В день Училищного праздника после молебна и парада проводился конкурс: фигурная езда, вольтижировка и рубка для юнкеров старшего курса (они приобретали собственных лошадей). Летом в начале июня Училище выезжало в лагерь, расположенный на Ходынском поле в Москве. Училищные постройки размещались в дальнем конце этого огромного поля, рядом с дачной местностью «Серебряный бор». Соседом по лагерю было Алексеевское военное училище. В лагере юнкера занимались конными учениями, стрельбой, верховой ездой, практической отработкой различных вопросов кавалерийской службы, плаванием и др. Для выработки твердых навыков кавалерийской службы осуществлялись учебные переходы на несколько дней с остановками для ночевки.
В 1897 году, по инициативе главнокомандующего Великого князя Сергея Александровича, на Ходынском поле, близ села Всехсвятского, при лагерном отделении Московского военного госпиталя, для Московского Александровского и Тверского кавалерийского военных училищ была построена деревянная церковь во имя великомученика и целителя Пантелеимона. Эта небольшая церковь походила на сруб деревенской избы. В 1902 году попечением статского советника И. А. Колесникова к ней с южной стороны был пристроен каменный храм (первоначально задуманный как придел), посвященный иконе Матери Божией «Скоропослушница». Храм получил название Храм иконы Божией Матери «Скоропослушница».
Особое отношение было к Закону Божиему. Великий князь Константин Константинович, главный начальник военно-учебных заведений, посетивший военно-учебные заведения Москвы и Твери в конце 1906 года, в приказе, родившемся по итогам этой поездки, отмечал, что «воспитанникам необходимо внушать, что ежедневное чтение Евангелия входит в круг непременных обязанностей каждого человека. Будущему же защитнику Веры, Царя и Отечества совершенно необходимо знать Священное Писание». Именно при поддержке Великого князя Константина Константиновича удалось добиться в 1905 году ассигнований на постройку церкви в Училище. Своего храма в Училище не было и в течение долгих лет с ним была связана Скорбященская церковь, располагавшаяся рядом с Училищем. Начальники периодически выходили с ходатайством об устройстве храма. Дело сдвинулось с мертвой точки лишь после того, как 16 марта 1902 года комиссия, учрежденная командующим войсками Московского военного округа, признала необходимость в постройке церкви. Комиссия рекомендовала построить церковь по типовому военному проекту, однако в целях удешевления работ, по ходатайству начальника Училища, она была устроена внутри здания Училища. Строительство было начато в 1905—1906 г.г., а освящена она была в 1908 году в честь Св. Николая Чудотворца. Интересно, что икону Благовещения на Царских вратах Скорбященской церкви написал барон Бильдерлинг А. А., бывший в 1875—1877 г.г. начальником Училища и венчавшийся в этой церкви.
В свободное время юнкера занимались музыкой, пением, танцами, фехтованием. Эти занятия поощрялись приобретением музыкальных инструментов, приглашением преподавателей. В праздничные дни воспитанники, с разрешения начальника Училища, могли устраивать танцевальные и музыкальные вечера. Перед Училищем был хорошо оборудованный гимнастический городок, где юнкера охотно занимались гимнастикой.
Праздник Училища отмечался с момента основания 19 (6) декабря в день Св. Николая Чудотворца. Праздник обычно начинался торжественным молебном в манеже Училища, затем проходил парадом эскадрон юнкеров. В юнкерской столовой устраивался завтрак для юнкеров и присутствовавших на параде лиц. Вечером местом праздника становилось Училище. В 1901 году юнкера к этому дню подготовили музыкально-танцевальный вечер.
«Для приёма приглашенных лиц были открыты три обширных зала в нижнем этаже спального корпуса. Первый зал был превращён в большую и вместе с тем очень уютную гостиную, второй был предназначен сначала для концертного отделения, затем в нём происходили танцы, а третий зал служил столовой, где находились буфеты с фруктами, прохладительными напитками, чаем и т. п.. Первые два зала стараниями господ юнкеров были очень красиво и с большим вкусом убраны. Переход из одного зала в другой был весь оригинально задрапирован цветными материями и убран живыми растениями. При входе каждому из гостей вручались очень изящные программы вечера с расписанием танцев. /…/ Вечер начался интересной и разнообразной музыкальной программой, при чём юнкера выступили исполнителями в оркестре духовой музыки и в хоре балалаечников, а одним из юнкеров было талантливо исполнено соло на фортепиано. После некоторого перерыва начались танцы, с большим оживлением продолжавшиеся почти до утра.»
- Выпуск 1872 года.
- Выпуск 1873 года.
- Административно-преподавательский состав с женами.
- Памятная фотография по случаю отъезда Рейнеке А. Г.(в центре) из Твери в Омск, в Сибирский кадетский корпус в 1885 году. На фотографии будущие выпускники 1886 года.
- Административно-преподавательский состав. В центре сидит: Усов Н. Н., Стоят: 6-й слева — Кучин Д. А., 5-й слева — Агокас С. В. Священник — предположительно!!! епископ Рафаил.
- Административно-преподавательский состав с женами. Слева сидит: Усов Н. Н., в последнем ряду 4-й слева — Кучин Д. А., во 2-м ряду 3-я слева — Надежда Ильинична, жена Агокаса С. В.

## Форма и знаки
В ноябре 1865 года чинам Училища была присвоено обмундирование: начальнику Училища — форма состоящих по кавалерии, с тем отличием, что на эполетах и плечевых погонах была вышита золотой канителью (металлической нитью) заглавная литера Училища, эскадронному командиру и взводным офицерам — форма тех частей войск, в которых они состоят на службе, вахмистру, квартермейстеру, трубачам, фельдшеру, писарям и коновалу — форма, присвоенная соответствующим чинам в 1 лейб-драгунском Московском полку, с тем, чтобы на плечевых погонах была начальная литера училища. Юнкера носили форму тех частей, из которых они поступили в училище, преимущественно полков армейской кавалерии Варшавского, Виленского и Московского военных округов, то есть 1-й, 3-й и 7-й кавалерийских дивизий. На погонах юнкеров имелся лишь узкий юнкерский галун. В 1896 году им была присвоена форма армейских драгун образца 1881 года. Прибор серебряный, фуражка с козырьком, темно-зелёной тульей и алой выпушкой. Околыш фуражки был алый. В 1901 году, когда в Училище стали принимать молодых людей со стороны, чинам Училища была присвоена своя особая форма. В 1904 году изменился прикладной цвет Тверского училища. Он стал светло-синим вместо алого, прибор остался серебряный. Суконное дно шапки стало светло-синим. Шинельные клапаны — светло-синие с темно-зелёной выпушкой. В 1908 году Училищу присвоен уланский армейский мундир. В 1912 году на уланские шапки был пожалован герб военно-учебных заведений вместо Государственного герба, а офицерам — шитье военно-учебных заведений.
В 1890 году к 25-летию образования Училища был подготовлен памятный жетон, представлявший собой серебряную черненную подкову — эмблему кавалерии — и по русскому поверию предзнаменование счастья и благополучия. Вид жетона был Высочайше утвержден 22 апреля 1893 года. Внутри подковы эмалированный Тверской герб, охваченный флюгером Училища. Чуть позже Тверской герб был заменен стилизованной монограммой из букв Т, К и У. На передней части подковы — серебряный мат и на нём чернью ноты сигнала «карьер» — идея атаки, высшего боевого назначения конницы, а на выбухтовке — слова сигнала «Скачи, лети стрелой». На оборотной стороне жетона внутри подковы помещалась серебряная вызолоченная доска, на которой каждому юнкеру представлялась возможность вырезать фамилию и год выпуска. Носить жетон на мундире было запрещено.
Нагрудный знак Училища появился незадолго до революции и представляет собой подкову, на середину которой был наложен золотой двуглавый орел. На груди орла герб города Твери, а над орлом — чёрный накладной вензель Императора Александра II. По подкове надпись — «Скачи, лети стрелой». Между нижними концами подковы дата «1865». Знак увенчан серебряной императорской короной. В Военно-историческом музее артиллерии и инженерных войск и войск связи в Санкт-Петербурге хранятся два таких знака, поступившие туда в 1938 году из музея ВЧК.
- Юнкер в парадном мундире.
- Офицер в парадном мундире.
- Лопацинский Александр Николаевич, выпускник 1901 года, в парадном мундире.
- Юнкер Темяшов Пётр в парадном мундире.
- Юнкер Ситников Анатолий в парадном мундире.
- Юнкер в парадном мундире.
- Нижние чины.
- Шашка. Общий вид и штампы крупно:
 1 2 3 4 5

|                        |                                               |                          |                                                     |                                                                                  |
| Нагрудный знак.        | Жетон образца 1894 года. Учрежден 22.04.1893. | Жетон образца 1915 года. | Призовой жетон «За разведку». Учрежден в 1905 году. | Жетон в память освящения Высочайше пожалованного штандарта. Учрежден 25.06.1905. |
|                        |                                               |                          |                                                     |                                                                                  |
| Жетон в виде погона. . |                                               |                          |                                                     |                                                                                  |

## Административно-преподавательский состав и выпускники

#### Начальники
в хронологическом порядке с указанием дат исполнения обязанностей начальника Училища
- фон Штейн Константин Львович[42] (14.06.1865—1870)
- Эртель, Виктор Иванович (18.01.1870—24.06.1875)
- Бильдерлинг Александр Александрович, барон (27.07.1875—7.05.1877)
- фон Рейнеке Александр Георгиевич (7.05.1877—1885)
- Гершельман, Фёдор Константинович[R 10] (2.12.1885—8.07.1891)
- Василевский Николай Александрович (1891—1895)
- Кононов, Николай Кузьмич[R 11] (16.05.1895—9.04.1903)
- Тюлин, Михаил Степанович[R 12][R 13] (9.05.1903—.1904)
- Новиков Александр Васильевич (2.02.1905—24.02.1907)
- Усов Николай Николаевич (24.02.1907—14.09.1910)
- фон Майдель Владимир Николаевич, барон (5.10.1910—9.11.1913)
- Абрамов Фёдор Фёдорович (10.01.1914—01.1915)
- Кучин Дмитрий Алексеевич (1915—1917) — до назначения начальником 7 лет был командиром эскадрона

#### Командиры эскадрона
с указанием дат исполнения обязанностей командира эскадрона
- Агаси-бек Авшаров Александр Александрович (1865—1871)
- Антонов Леонид Григорьевич
- Амосов Афанасий Иванович (1884—?)
- Бацов, Владимир Иванович[R 14][43]
- Бурый-Радкевич (1881—1884)
- Владимирский (1871—1874)
- Гюбенет (1874—1878)
- Кучин Дмитрий Алексеевич
- Лонден Георгий Людовикович
- Нордштейн Ипполит Александрович (1878—1880)
- Соколов Петр Матвеевич

#### Инспекторы классов
должность введена в 1901 году
- Мерро Михаил Иванович[R 15]
- Российский Алексей Александрович[R 16]
- Ковалев Николай Семенович

#### Медицинский персонал
- Карасёв, Василий Сергеевич — ветеринарный врач
- Колокольников, Алексей Евстигнеевич — ветеринарный врач
- Красовский/ Александр Сергеевич — старший врач
- Логгинов, Алексей Кузьмич — ветеринарный врач
- Петрункевич, Михаил Ильич — врач
- Цуркан, Устин Иванович — ветеринарный врач

#### Председатели ОбъединенияТКУв Русской эмиграции (Франция, Париж)
- Ковалевский Владимир Григорьевич[R 17][R 18][R 19][R 20]
- Кузнецов Николай Николаевич[R 21]

#### Преподаватели
- Агокас Сергей Викторович
- Архипович Николай Георгиевич
- Барсуков Евгений Захарович
- Беляков
- Бондарев Иван Иванович[R 22]
- Виноградов Николай Александрович
- Ждановский Фёдор Антонович[R 23]
- Зенгбуш Владимир Александрович
- Иванов Иван Александрович[R 24]
- Клембовский Владислав Наполеонович
- Крылов Евстафий Васильевич
- Куракин Николай Иванович
- Ливотов Владимир Васильевич
- Линдеман Иосиф Карлович
- Миткевич-Долецкий Михаил Игнатьевич
- Москвин Вячеслав Александрович
- Некрасов Михаил Михайлович
- Никифоров Борис Андреевич[R 25]
- Ревишин Александр Петрович
- Ринкевич Иван Михайлович
- Соболевский Александр Витальевич
- Стерлигов Борис Андреевич
- Стратилатов Николай Андреевич
- Фаворский Николай Александрович
- Фивейский Александр
- Четыркин Николай Николаевич
- Широков Виктор Павлович[R 26]

#### Строевые
- Амосов Михаил Михайлович
- Антонов Леонид Григорьевич[R 27]
- Апсептов Александр Михайлович
- Афросимов Александр Борисович

#### Прочие
- Биненштам Ротм. Львович
- Браеско Константин Петрович[R 28]
- Будеско Евгений Николаевич
- Васильев Владимир Ильич
- Волковицкий Владимир Владимирович[R 29]
- Волоцкой Владимир Николаевич
- Вульф Алексей Николаевич[R 30]
- Грохольский Павел Павлович
- Губин Александр Александрович[R 31]
- Дудниченко Василий Васильевич
- Доможиров Андрей Петрович[R 32]
- Есипов Владимир Николаевич
- Жданко Павел Никодимович[R 8]
- Иванов Иван Филиппович[R 33]
- Извеков Евгений Павлович
- Ковалев Николай Семенович
- Колтовской Григорий Николаевич
- Комоцкий Антон Станиславович
- Константинов Алексей Сергеевич
- Крыгин Аполлон Степанович
- Кулаков Николай Иванович
- Купреянов Александр Дмитриевич
- Купчинов Николай Порфирьевич
- Ла-Дан Николай Николаевич
- Лебедев Константин Николаевич
- Лебедев Лев Николаевич
- Ломаковский Андрей Васильевич
- Ломоносов Владимир Григорьевич
- Лопацинский
- Набилков Александр Алексеевич
- Нечаев Константин Фёдорович
- Оссовский Николай Иеронимович
- Павлов Александр Николаевич
- Панин Алексей Александрович
- Розалион-Сошальский Николай Николаевич
- Рудниченко
- Сверчков Борис Исидорович
- Семпликевич Александр Тимофеевич
- Смирницкий Александр Иванович
- Соколовский Анатолий Болеславович
- Сосновский Иван Аристархович
- Степанов
- Степанцов Владимир Семенович
- Стецкевич Георгий Константинович
- Султан Гирей Адиль Азаматович
- Тихановский Владимир Александрович
- Томсен Глеб Львович
- Трефильев Георгий Степанович
- Фёдоров Николай Фёдорович
- Фессинг Борис (Лев?) Павлович
- Форсель Вильо Оскарович
- Хакольский
- Штейн фон
- Шульц
- Щекутин Александр Антонович
- Щеткин
- Эртель Александр Эмануилович
- Юргенсон фон Иван Иванович
- Яснецкий Константин Иванович

#### Командиры корпусов
- Граф Келлер Фёдор Артурович
- фон Коцебу Павел Аристович (Эрнестович)[R 34][R 35][R 36]

#### Командиры дивизий
- Зыков Сергей Петрович[R 37]
- Нечаев Константин Петрович
- Трусов Валериан Александрович[R 38][R 39]

#### Командиры бригад
- Баудер Виктор Фёдорович[R 40]
- Гамзагурди (Гамсахурдиа) Сергей Львович[R 41]
- Келлер Артур Артурович, граф[R 42]
- Михонский Николай Людвигович[R 43]
- Ордановский Георгий Иванович
- Стасенко Иван Михайлович

#### Командиры полков
- Бако Григорий Александрович[R 44]
- Бояковский Касьян Иванович
- Гутиев Александр Дмитриевич
- Жидков Иван Тимофеевич[R 45]
- Захарченко Григорий Алексеевич — один из основателей «разведчества», организатор курса парфорсных охот в Училище
- Квятковский Павел
- Кобаров Михаил Алексеевич
- Корсаков Николай Андреевич
- Обух Платон Платонович[R 46]
- Папчинский Николай Сергеевич
- Попов Сергей Петрович — командир 7-го кавалерийского полка Русской армии, кавалер ордена Св. Николая Чудотворца.
- Трингам Николай Васильевич — Георгиевский кавалер, командир Ахтырского гусарского полка, погиб в 1914
- Франк Дмитрий Сигизмундович[R 47]
- Халяев Петр Петрович[R 48]
- Шишкин Николай Николаевич[R 49]
- Якобсон Евгений Евгеньевич

#### Авиация
- Акаро Александр Васильевич[R 50]>
- Гаранин Михаил Михайлович[R 51] — Георгиевский кавалер
- Есипов Владимир Николаевич
- Жовнер Митрофан Митрофанович[R 52] — командир авиаотряда
- Иванжин Алексей Петрович[R 53]
- Мейер Георгий Людвигович
- Миропольский Иван Епифанович
- Орлов Борис Васильевич
- Розвадовский (Развадовский) Дмитрий Михайлович
- Романов Владимир Александрович
- Циргиладзе Иван С.[R 54]
- Ширков Михаил Михайлович — командир авиаотряда

#### Отдельный корпус пограничной стражи
- Заневский Ярослав Станиславович[R 55]
- Клюев Николай Николаевич[R 56]
- Тютчев Фёдор Фёдорович — старший незаконнорожденный сын русского поэта, литератор

#### Корпус жандармов
- Ганько Григорий Порфирьевич[R 57]
- Иванов Александр Фёдорович[R 58]
- Квачевский Михаил Ипполитович
- Львов Николай Николаевич[R 59]
- Макри Иван Георгиевич
- Меранвиль де Сент Клер Андрей Николаевич
- Петров Иван Николаевич[R 60]
- Немчинов Виктор Михайлович[R 61] — начальник политического сыска при Ярославском губернском жандармском управлении
- Тимофеев Леонид Александрович
- Тяпкин Александр Алексеевич
- Управин Алексей Александрович
- фон Франкенштейн Евгений Владимирович[R 62]
- Фурс Петр Ильич[R 63]
- Цыганов Петр Алексеевич

#### Органы государственной власти и управления
- Вендорф Оскар Игнатьевич[R 64] — генерал-лейтенант, помощник градоначальника Санкт-Петербурга
- князь Волконский Владимир Михайлович — товарищ министра внутренних дел
- Грушецкий Александр Фёдорович — генерал-майор, генерал-губернатор Тамбова
- Дубасов Дмитрий Николаевич — Симбирский губернатор
- Коновницын Сергей Николаевич — граф, начальник охраны генерал-губернатора Дубасова Ф. В.
- Лодыженский, Александр Александрович — Вологодский губернатор, член Государственной думы от Тверской губернии.
- Ладыженский (Лодыженский) Илья Александрович[R 65] — Ташкентский губернатор
- Матвеев Николай Алексеевич[R 66][R 67] — последний московский брандмайор Российской империи
- Трояновский Владимир Евгеньевич — помощник начальника Московской губернской тюрьмы, сын Трояновского Евгения Ивановича
- Шупинский Павел Андреевич — уездный предводитель дворянства

#### Военные и юнкерские училища
- Говоров Алексей Владимирович[R 68] — начальник Николаевского кавалерийского училища
- Гордеев-Зарецкий Михаил Тимофеевич — в составе Русского корпуса, начальник военно-училищных курсов РОВС в Белграде
- Джалюк Павел Константинович — командир сотни 1-го Казачьего Юнкерского училища
- Фрейман Николай Георгиевич — преподаватель Николаевского кавалерийского училища

#### Русский корпус
- Алпатов Андрей Дмитриевич
- Билинский Сергей Иванович[R 69]
- Водо Фёдор Константинович
- Гордеев-Зарецкий Михаил Тимофеевич
- Горчанинов Николай Александрович
- Дробашевский Виталий Петрович[R 70] — штабс-ротмистр 12-го Белгородского Уланского полка, один из основателей Музея Русской Конницы (Югославия / США)
- Иванов Павел Дмитриевич
- Илляшевич Валентин Сильвестрович
- Кирсанов Сергей Дмитриевич
- Кутузов Василий Иванович
- Мартынов Степан Николаевич
- Марченко Михаил Павлович
- Машкин Николай Николаевич
- Нечаев Александр Семенович
- Попов Сергей Петрович
- Середняков Георгий Николаевич
- Сомов Борис Андреевич
- Трухманов Геннадий Дормидонтович
- Франк Дмитрий Сигизмундович — командир полка, редактор журнала «Согласие», (Лос-Анджелес)

#### Искусство
- Аркадьев, Елпидифор Иванович[R 71][R 72] — составитель первого отечественного библиографического справочника по кавалерии, редактор журнала «Библиографический листок»
- Зарецкий Николай Васильевич — художник и историк
- Князев Всеволод Гаврилович — поэт
- Крестовский Всеволод Владимирович[R 73][R 74] — литератор
- Мейер Михаил Михайлович — скульптор
- Самонов Пётр Александрович — скульптор
- Скрябин Александр Александрович[R 75][R 76][R 77] — композитор, дирижёр, писатель, общественный деятель, двоюродный брат А. Н. Скрябина
- Соколов Анатолий Александрович — художник

#### Общий раздел
- Авакимов, Иван Михайлович
- Базоркин Крым-Султан Банухоевич[R 78] — награждён Георгиевским оружием посмертно
- Байдаран-Хаджиев Резак-бек (Хан Хаджиев)[R 79] — начальник охраны генерала Корнилова
- Басов Александр Александрович[R 80]
- Бермондт-Авалов Павел Рафаилович[R 81][R 82]
- Васильев Георгий (Юрий) Владимирович[R 83]
- Вахрушев Андрей Михайлович[R 84]
- Веллинг Леонид Васильевич[R 85]
- Войнилович Карл Александрович[R 86]
- Вяземский Петр Павлович, князь[R 87]
- Головин Дмитрий[R 88]
- Головин Пётр[R 89]
- Горчаков Николай Николаевич[R 90]
- Данилов Иван Петрович[R 91]
- Дзахоев (Дзахов) Борис[R 92] — награждён Георгиевским оружием
- Дзугаев Николай[R 93]
- 3агоскин Михаил Дмитриевич[R 94]
- 3верев Владимир Иванович[R 95]
- Имам-Газалиев Абдул-Важид[R 96]
- Имам-Газалиев Мурилав Имам-Газалиевич[R 97]
- Каргальсков Александр Николаевич[R 98]
- Коломийцев Иван Яковлевич[R 99]
- Корбутовский Николай Павлович[R 100]
- Лермонтов Александр Михайлович[R 101]
- Норцов Алексей Николаевич[R 102]
- Орлов Алексей Николаевич, князь
- Орлов Пётр Федорович[R 103]
- Папа-Афанасопуло Илья Афанасьевич
- Сабанеев Фёдор Иванович[R 104]
- Сазонов Сергей Никифорович[R 105]
- Семенов Алексей Иванович[R 106]
- Соколов Константин Владимирович[R 107]
- Тонгиев Саит Таипович[R 108]
- Трубицын Дмитрий Васильевич[R 109]
- Тускаев Константин[R 110]
- Урусов Александр Петрович, князь[R 111]
- Чайкин Капитон Андрианович[R 112]
- Черкесов Андрей Иванович[R 113]
- Черножуков Николай Николаевич[R 114]
- Чхеидзе Константин Александрович[R 115]
- Шмидт Артур Адольфович[R 116]
- Шуринов Павел Михайлович[R 117]
- фон Штакельберг Вольтер Воин Вольдемар Константинович, барон
- Якубенко Аркадий Гаврилович[R 118]

- Байков Леонид Семенович[R 119]
- Бондарев (Бондырев) Иван Иванович[R 120]
- Буш Фердинанд Юльевич[R 121]
- Витковский Яков-Феликс Францевич[R 122]
- Вольф Фридрих-Иоанн-Иосиф Фердинандович, барон[R 123]
- Воронец Григорий Мартинианович[R 124]
- Гарденин Николай Яковлевич[R 125]
- Грамбек Владимир Николаеви[R 126]
- Григорьев Георгий Александрович[R 127]
- Далматов Александр Дмитриевич[R 128]
- Дессино (Десино) Владимир Николаевич[R 129]
- Еропкин Ипполит Алексеевич[R 130]
- Ефремов Александр Александрович[R 131]
- Иванов Иван Петрович[R 132]
- Киселев Леонид Петрович[R 133]
- Климовецкий Александр Карлович[R 134]
- Корево Альберт Иосифович[R 135]
- фон Кубе Юлий-Николай Максимилианович[R 136]
- Куроедов Михаил Васильевич[R 137]
- Лемпицкий Сигизмунд Мечиславович[R 138]
- Нелидов Александр Владимирович[R 139]
- Никольский Николай Александрович[R 140]
- Оболенский Борис Александрович, князь[R 141]
- Панкратьев Владимир Дмитриевич[R 142]
- Петров Иван Николаевич[R 143]
- Пятницкий Владимир Леонидович[R 144]
- Раутсман Генрих Иванович[R 145]
- Роговский Александр Антонович[R 146]
- Сакс Алексей Александрович[R 147]
- Серебренников Николай Павлович[R 148]
- Скомпский Бронислав Осипович[R 149]
- Смирнов Антон Георгиевич[R 150]
- Субботин Александр Иванович[R 151]
- Суражевский Анатолий Алексеевич[R 152]
- Сушинский Стефан Игнатьевич[R 153]
- Турчанинов Сергей Вячеславович[R 154]
- Хозиков Александр Владимирович[R 155]
- Цвиленев Алексей Агафангелович[R 156]
- Энгельгардт Петр Викторович[R 157]
- Эристов Андрей Самсонович, князь[R 158]
- Юревич Станислав Николаевич[R 159]

- Акаро Василий Григорьевич[R 160]
- Акко Станислав Наполеонович[R 161]
- Али-Бей-Эдигей Сергей Сергеевич[R 162]
- Андреевский Николай Николаевич[R 163]
- Арнольд Эмиль-Оскар Густавович[R 164]
- Арпашев Александр Иоанникиевич[R 165]
- Африкьянц Арташес Никитич[R 166]
- Баранов Константин Павлович[R 167]
- Безкровный Георгий Федорович[R 168]
- Безобразов Николай Николаевич[R 169]
- Беккер Готгард Федорович[R 170]
- Богородский Петр Васильевич[R 171]
- фон Бреверн Николай Николаевич[R 172]
- Бялозор Николай Юлианович[R 173]
- Вадбольский Авенарий Константинович, князь[R 174]
- Ведерников Дмитрий Алексеевич[R 175]
- Винклер Збигнев Вильгельмович[R 176]
- Висс Федор Евгеньевич[R 177]
- Владимиров Степан Дмитриевич[R 178]
- Владыкин Александр Иванович[R 179]
- Вяземский Павел Александрович, князь[R 180]
- Ганьшин Константин Египетович[R 181]
- Глазунов Петр Александрович[R 182]
- Громов Александр Михайлович[R 183]
- Дик Иван Дмитриевич[R 184]
- Евецкий Николай Васильевич[R 185]
- Екимов Константин Васильевич[R 186]
- Заркевич Александр Васильевич[R 187]
- Зейгерт Владимир Михайлович[R 188]
- Кавальджи Иван Георгиевич[R 189]
- Каратеев Николай Александрович[R 190]
- Карницкий Александр Станиславович[R 191]
- Картавцов Николай Леонидович[R 192]
- фон Кнорринг Николай Густавович, барон[R 193]
- Ковальчевский Александр Александрович[R 194]
- Ковецкий Гавриил Петрович[R 195]
- Конде-Марквот-Ренгартен Алексей Алексеевич[R 196]
- Корженко Василий Михайлович[R 197]
- Корш Борис Александрович[R 198]
- Крюгер Владимир Эдуардович[R 199]
- Куприн Филипп Иванович[R 200]
- Левандовский Василий Михайлович[R 201]
- Лысяков Александр Аполлонович[R 202]
- Любяк Ромуальд-Клемент Мартынович[R 203]
- Магденко Евгений Николаевич[R 204]
- Манвелов Владимир Александрович, князь[R 205]
- Михайлов Николай Евгеньевич[R 206]
- Мхеидзе Виссарион Георгиевич, князь[R 207]
- Мхеидзе Николай Петрович, князь[R 208]
- Никольский Николай Иванович[R 209]
- Олешкевич Михаил Фомич[R 210]
- фон дер Остен-Дризен Федор Васильевич, барон[R 211]
- Пантелеев Исидор Данилович[R 212]
- Поспелов Константин Иванович[R 213]
- Прокофьев Елисей Иванович[R 214]
- Романов Василий Тимофеевич[R 215]
- Сакмин Борис Александрович[R 216]
- Сасиновский Иван Иванович[R 217]
- Сергеев Михаил Иванович[R 218]
- Сидоров Александр Павлович[R 219]
- Скупинский Евгений Гаспарович[R 220]
- Смоляк Михаил Михайлович[R 221]
- Суражевский Дионисий Алексеевич[R 222]
- Сухотин Алексей Николаевич[R 223]
- Тамбиев Иван Саркисович[R 224]
- фон Таубе Георгий Владимирович, барон[R 225]
- Трубников Анатолий Николаевич[R 226]
- Хазбиевич Иван Яковлевич[R 227]
- Чаусский Борис Яковлевич[R 228]
- Чегодаев Петр Александрович[R 229]
- Чихачев Владимир Сергеевич[R 230]
- Шмаков Василий Александрович[R 231]
- Шмит Николай Николаевич[R 232]
- Шуринов Павел Михайлович[R 233]
- Ятовт Андрей Андреевич[R 234]

## Статьи
- «Тверцы» // «Военная быль» : Журнал  / под ред. А. А. Геринга. — Париж: Обще-кадетское объединение, 1959. — № 35. — С. 10.
- Редько А. В. «Скачи, лети стрелой» (Обзор истории Тверского кавалерийского училища) // «Записки тверских краеведов» : Сб. — Тверь: Русская провинция, 2003. — Вып. 4. — С. 29—38. — ISBN 5-87266-077-4.
- Редько А. В. «Из опыта подготовки защитников отечества юнкерскими училищами России» (на примере Тверского кавалерийского училища) // Сборник научных статей по материалам научно-практической конференции «Патриотизм и духовно-нравственное воспитание курсантов, студентов и слушателей вузов МВД России» : Сб. — Тверь: СФК-офис, 2008. — С. 116—120. — ISBN 978-5-91504-005-1.
- Редько А. В. «Правовая и нравственно-патриотическая подготовка воспитанников юнкерских училищ дореволюционной России» // Сборник научных статей по материалам научно-теоретической конференции «Современные проблемы Российского права и государственности» : Сб. — Тверь: СФК-офис, 2008. — С. 139—146. — ISBN 978-5-91504-006-8.
- Редько А. В. «Невостребованное богатство. Изучение деятельности юнкерских училищ на региональном уровне» // Тверь и города-побратимы: Материалы международной научно-практической конференции 25 мая 2007 года, г. Тверь : Сб. — Тверь: Тверской государственный университет, 2007. — С. 95—98. — ISBN 978-5-7609-0408-9.
- Редько А. В. «К истории Тверского кавалерийского училища» // Традиции российской школы: история и современность (К 130-летию Тверской земской женской учительской школы имени П. П. Максимовича): Материалы юбилейной научно-методической конференции : Сб. — Тверь: Тверской государственный университет, 2002. — С. 37—41.
- Редько А. В. «Тверское кавалерийское училище как элемент русской системы народного образования» // Традиции российской школы: история и современность (К 135-летию Тверской земской женской учительской школы имени П. П. Максимовича): Материалы Второй юбилейной научно-методической конференции : Сб. — Тверь: Тверской государственный университет, 2006. — С. 49—56.
- Семенов А. Н. «Об изданиях открыток к 40-летию Тверского кавалерийского училища» // «ЖУК» : Журнал. — Тверь, 2010. — № № 01(24). — С. 68,69,70,71,72,73.
- В.Петраков. «Обмундирование юнкеров ЕКУ» // «Старый цейхгауз» : Журнал. — Москва: Фонд «Русские Витязи», 2011. — № 18. — С. 29-37,48.
- Андрей Сакович. «Обмундирование и снаряжение офицеров Елисаветградского и Тверского кавалерийских училищ. 1865–1917.» // Старый цейхгауз : Ж.. — Москва, 2014. — № 5 (61).